# Apsilus fuscus
Apsilus fuscus är en fisk i familjen Lutjanidae, vars medlemmar ofta kallas snappers, som finns utanför Östafrika. Den är nära släkt med svart snapper, A. dentatus.

## Utseende
Arten har en avlång, men relativt hög kropp. Båda käkarna har två rader tänder: En yttre, med stora, kraftiga, och en indre, med smala, spetsigare tänder. Ryggfenan består av två delar, en styv med 10 taggstrålar, och en mjukare med 10 mjukstrålar. Även analfenan har samma uppbyggnad, med 3 taggstrålar och 8 mjukstrålar. Bröstfenorna är korta, medan stjärtfenan är djupt kluven och gaffelformad. Kroppen är mörkbrun på rygg och sidor, ljusnande mot buken och huvudets undersida. Som mest kan den bli 75 cm lång, men når sällan över 60 cm.

## Vanor
Apsilus dentatus lever vid klipp- och korallbottnar på djup mellan 15 och 300 m. Födan består av småfisk, bläckfiskar och kräftdjur.

## Utbredning
Utbredningsområdet omfattar Mauretanien över Kap Verdeöarna till Namibia. Fynd har rapporterats från östra Indiska oceanen, men dessa tros vara missuppfattningar.

## Betydelse för människan
Arten anses ha gott kött och ett mindre, kommersiellt fiske förekommer, där den tas på långrev, med fisknät och bottentrål. Fångsten säljes främst färsk.